# Feria Internacional de Arte Popular

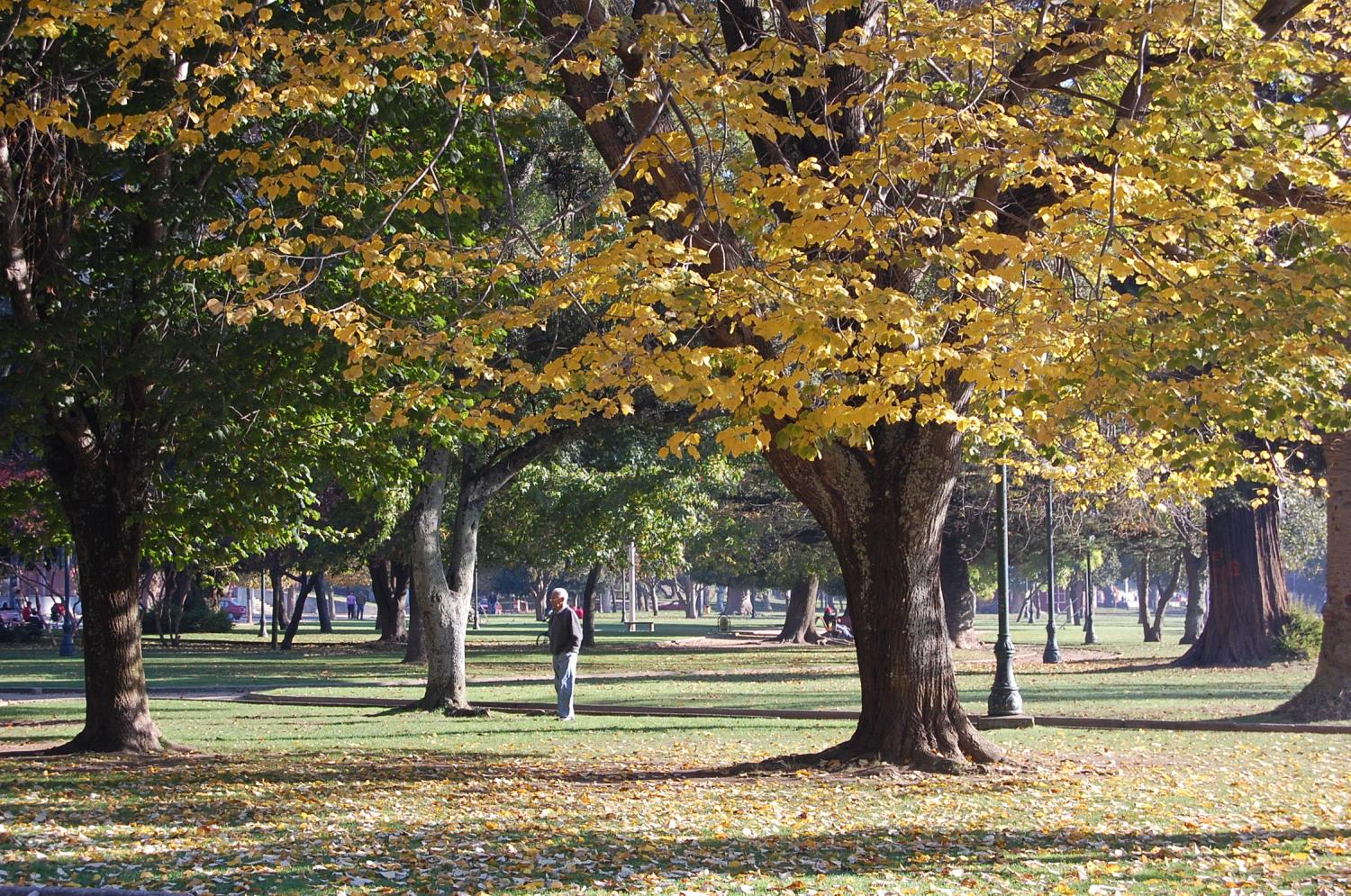
Árboles del Parque Ecuador, donde se realiza la Feria Internacional de Arte Popular.

La Feria Internacional de Arte Popular es la mayor feria artesanal de Chile, instalada desde 1964 a inicios de cada año, en la época de verano, en el Parque Ecuador de la ciudad de Concepción, Región del Biobío. Es también una de las exposiciones más tradicionales de la ciudad.
Su entrada es liberada y comienza específicamente en la calle Caupolicán con Víctor Lamas. En ella se presentan obras de distintos artesanos chilenos e internacionales, incluyendo trabajos en cerámica, vidrios, maderas y reciclaje, entre otros. Durante su realización también se instalan patios de comida, y se desarrollan jornadas musicales y de danza. En esta feria han participado varias bandas de reconocimiento internacional, tales como Los Jaivas, entre otras.